# Lepidophorella communis
Lepidophorella communis är en urinsektsart som beskrevs av John Tenison Salmon 1937. Lepidophorella communis ingår i släktet Lepidophorella och familjen långhornshoppstjärtar. Inga underarter finns listade i Catalogue of Life.